# Lamosa (Covelo)
Lamosa (oficialmente San Bartolomeu da Lamosa) es una parroquia española del municipio de Covelo, perteneciente a la provincia de Pontevedra, en la comunidad autónoma de Galicia.

## Toponimia
El lugar puede aparecer referido como «Lamosa», «San Bartolomé de Lamosa», «A Lamosa» y «San Bartolomeu da Lamosa».

## Historia
Hacia mediados del siglo XIX, el lugar, por entonces referido como una feligresía, tenía contabilizada una población de 504 habitantes. Aparece descrito en el décimo volumen del Diccionario geográfico-estadístico-histórico de España y sus posesiones de Ultramar de Pascual Madoz con las siguientes palabras:

LAMOSA (San Bartolome): felig. en la prov. de Pontevedra (6 leg.), part. jud. de Cañiza (1 1/2), dióc. de Tuy (5 1/2), ayunt. de Cobelo (1/2): sit. en terreno montuoso y quebrado con vertientes suaves hácia el SE.: la combaten principalmente los aires del O. y SE.; el clima es bastante saludable. Tiene 112 casas repartidas en los l. de Borbella, Cabo, Corzos, Currelos, Custeu, Chan do Outeiro, Cidad, Paredes, Ruanova y el de su nombre. La igl. parr. (San Bartolomé), es de buena arquitectura, y está servida por un cura de entrada y de nombramiento del marqués de Camarasa. Se venera en esta igl. la Virgen del Libramento, muy venerada de los vec. de todos los pueblos comarcanos que especialmente acuden á rendirle culto el domingo siguiente al 8 de setiembre, celebrando una fiesta muy solemne, y acompañada de músicas, fuegos artificiales y danzas: las cuantiosas ofrendas de los fieles han servido para hermosear la igl. Confina el térm. N. felig. de Cobelo; E. la de Achas; S. las de Canda y Paraños, y O. Paraños. El terreno es quebrado, áspero y de mala calidad: tiene origen en esta felig. un riach. que corre al SO. y va á desaguar en el r. Tea; hay sobre él un pontillon en el límite divisorio de la felig. de Canda. El monte mas elevado de esta parr. se comunica con la sierra denominada Fuente-fria, la cual es muy alta y escarpada. Los caminos son transversales, dirigiéndose algunos á la carretera de Vigo, Ribadavia y Orense: el correo se recibe en la estafetilla de Cañiza. prod.: maiz, centeno, legumbres y pastos; se cria ganado vacuno y mular; caza de liebres, conejos y perdices; y alguna pesca de anguilas y truchas. ind. y comercio: la agricultura, molinos harineros, elavoracion y blanqueo de cera, y arriería: las principales operaciones comerciales consisten en la importacion de vino de las riberas del Miño, y estraccion de cera. pobl.: 108 vec., 504 alm. contr. con su ayunt. (V.)
(Madoz, 1847, p. 56)

En 2022, tenía empadronados 132 habitantes.

## Patrimonio
Hay en la parroquia una iglesia de San Bartolomé.